# Жаріков Дмитро Володимирович
Дмитро Володимирович Жаріков (12 жовтня 1986, Краматорськ, Донецька область) — Лауреат Всеукраїнських та Міжнародних конкурсів (баян), соліст Харківської обласної філармонії. Активно концертуючий музикант, репертуар складають твори української та зарубіжної класичної музики: Й. Баха, Д Скарлатті, Дж. Пуччіні, Дж. Россіні, Ж. Бізе, Й. Брамса, Ф. Шуберта, Ф. Ліста, П. Чайковського, М. Римського-Корсакова, С. Рахманінова, І. Хандошкіна, М. Мошковського, А. Цфасмана, А. Копленда, Дж. Гершвіна, А. Тимошенко, С. Коняєва, М. Різоля, В. Грідіна, В. Підгорного, В. Семенова, В. Власова, Ф. Анжеліса, Д. Косорича, Ю. Романова, В. Чернікова [Архівовано 21 жовтня 2018 у Wayback Machine.], О. На Юн Кіна [Архівовано 21 жовтня 2018 у Wayback Machine.].